# Retroperitoneo
Il retroperitoneo è una regione dell'addome, situata posteriormente al peritoneo. Spesso si usa tale parola per riferirsi anche all'insieme degli spazi sottoperitoneali della pelvi, coi quali è comunque in comunicazione.

## Struttura

### Suddivisione
Il retroperitoneo si distingue in un retroperitoneo anteriore, detto "acquisito", poiché si forma tardivamente durante lo sviluppo embrionario, per adesioni e rotazioni dell'intestino primitivo e dei suoi mesi, e un retroperitoneo "vero", posteriore, che è tale fin dalle prime fasi dell'embriogenesi. Questo è ulteriormente suddiviso in tre spazi anteriori, due logge renali e due spazi pararenali posteriori. Tale sepimentazione è svolta dai piani fasciali retroperitoneali.
- Lo spazio retroperitoneale acquisito origina da quelle porzioni posteriori del mesogastrio dorsale embrionario solo in un secondo momento fuso con il peritoneo posteriore primitivo. È costituito dagli elementi aggettanti nel peritoneo, ed è definito da Oliphant[1] come subperitoneo. Continua, a livello della pelvi, nel mesosigma e nel periretto.
- Lo spazio anteriore del retroperitoneo vero è diviso in due parti, che comunicano tra loro attraverso la radice del mesentere:
  - spazio pararenale anteriore sovramesocolico, che contiene pancreas e duodeno
  - spazio pararenale anteriore sottomesocolico, distinto in due parti, destra e sinistra, asimmetriche, che comunicano attraverso il mesocolon:
    - spazio pararenale anteriore sottomesocolico destro, che comunica medialmente, a pieno canale, con il mesentere, col quale ha in comune l'asse vascolo-linfatico.
    - spazio pararenale anteriore sottomesocolico sinistro, che è in continuazione col mesosigma di cui condivide la vascolarizzazione: questo comporta una forte asimmetria dei due compartimenti.
- Lo spazio perirenale è grossomodo più simmetrico dei precedenti, sebbene il destro sia in diretta continuazione con l'area nuda del fegato. Lo spazio perirenale è aperto caudalmente, entrando in comunicazione con la pelvi e da qui con lo spazio retroperitoneale acquisito.
- Lo spazio pararenale posteriore è anch'esso distinto in destro e sinistro.

### Strutture retroperitoneali
Le strutture situate dietro al peritoneo sono definite retroperitoneali. Gli organi situati originariamente nella cavità addominale durante tutto lo sviluppo sono definiti organi primariamente retroperitoneali, quelli che, invece migrano nel retroperitoneo durante l'embriogenesi son considerati come organi secondariamente retroperitoneali. 
Gli organi primariamente retroperitoneali sono:
- Reni
- Surreni
- Ureteri
- Aorta
- vena cava inferiore

Gli organi secondariamente retroperitoneali sono:
- Duodeno distale
- Colon ascendente
- Colon discendente
- Pancreas

## Patologia
Il sanguinamento di un vaso sanguigno (aorta o vena cava inferiore) oppure di una struttura (rottura di capsula renale in seguito a traumi, con già presenza di ematoma sottocapsulare) può portare rispettivamente, ad una emorragia o ematoma a localizzazione retroperitoneale.
Patologie tipiche di quest'area sono
- Fibrosi retroperitoneale